# Autopista M50 (Irlanda)
La autopista M50 (en irlandés: Mótarbhealach M50) es una autopista orbital con forma de C en Dublín y la autopista más transitada de Irlanda. La ruta actual fue construida en varias secciones a lo largo de 27 años, desde 1983 hasta 2010. Comienza en el Puerto de Dublín, avanzando hacia el norte a través del Túnel del Puerto de Dublín y a lo largo de una parte de la Autopista del Aeropuerto. Luego gira hacia el oeste en su intersección con la M1, rodeando los suburbios del norte, oeste y sur de Dublín, antes de unirse con la M11 en Shankill, en el sureste de Dublín. La carretera forma parte de la ruta europea E01.
La idea de una autopista orbital para Dublín fue propuesta por primera vez en el Dublin Transportation Study de 1971. La construcción comenzó en 1987 con la primera sección, el Western Parkway (entre los enlaces J6 y J11), y se abrió al tráfico en 1990. A esta le siguieron la Northern Cross Route (enlaces J3 a J6) en 1996, la Southern Cross Route (enlaces J11 a J13) en 2001, y la Southeastern Motorway (enlaces J13 a J17) en 2005. La ruta de la M50 fue extendida hasta el Puerto de Dublín en 2006, a través de un tramo de la Airport Motorway de 1985 (hasta entonces parte de la M1) y del recién inaugurado Túnel del Puerto de Dublín.
A principios de 2006 comenzó un proyecto de mejora a gran escala debido a los problemas crónicos de capacidad de la autopista. Se añadieron carriles entre los enlaces J3 y J13, y muchos de los intercambios en rotonda de baja capacidad fueron reemplazados por intercambios de flujo libre. Estas mejoras se completaron en 2010.
Los automovilistas han pagado casi 2.2 mil millones de euros en los peajes de la M50 entre la compra estatal de 2008 y principios de 2025.  

## Disposición

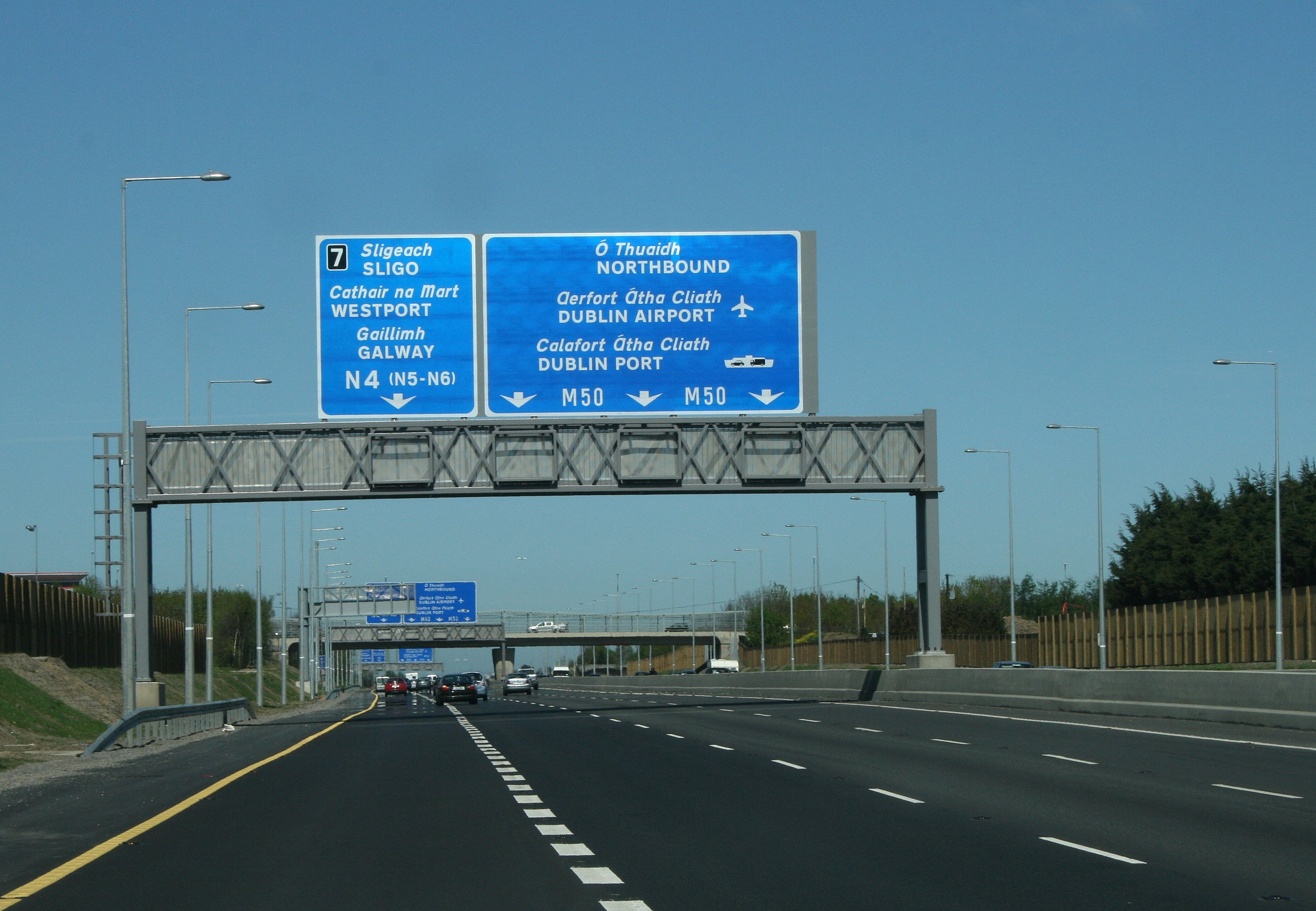
Tramo de 4 carriles de la M50

La M50 fue originalmente pleaneada para desviar el tráfico que circulaba por las rutas nacionales primarias fuera de la ciudad (como un bypass completo de Dublín). Debido a la expansión urbana y al crecimiento descontrolado, ahora atraviesa los suburbios de Dublín y funciona como una ruta dentro de la ciudad, conectando los suburbios.
Todas las rutas nacionales primarias que irradian desde Dublín comienzan en sus enlaces con la M50. Originalmente, estos enlaces eran rotondas a distinto nivel controladas por semáforos, no intercambios de flujo libre. La vía principal de la M50 sí era de flujo libre en todos sus enlaces. Las otras rutas primarias que conecta son: la N1/M1 hacia Belfast/Dundalk/Newry, la N2 hacia Derry/Letterkenny/Monaghan/Ardee, la N3 hacia Cavan/Donegal/Navan, la N4/M4 (N5) (M6) hacia Galway/Sligo/Westport/Lucan, la N7/M7 (M8) (M9) hacia Cork/Limerick/Waterford/Kilkenny/Naas, la N81 hacia Tullow/Baltinglass/Blessington y la N11/M11 hacia Wexford/Arklow/Wicklow/Bray. Otros enlaces a lo largo de la autopista conectan con varios suburbios de Dublín, como Ballymun, Blanchardstown, Cherrywood, Dundrum, Sandyford y Tallaght.
La mayoría de estos enlaces sufrían altos niveles de congestión vehicular, al igual que la antigua plaza de peaje al norte del puente West-Link. Las rotondas más transitadas estaban controladas por semáforos, y durante las horas punta se formaban largas colas de vehículos que se extendían por varios kilómetros. La más famosa era la rotonda de Red Cow, en el cruce con la N7, apodada en tono de broma como la “Mad Cow Roundabout” (rotonda de la vaca loca). Además de ser el punto de encuentro entre dos de las carreteras más transitadas del país, la línea roja del tranvía Luas, que va desde Tallaght hasta el centro de la ciudad, solía cruzar a nivel dos ramales de acceso antes de continuar hacia el centro por el cantero central de la R110 (anteriormente N7). Como parte de las obras de modernización de la M50 (ver más abajo), estos cruces a nivel fueron eliminados, y en diciembre de 2008 se inauguró el nuevo enlace completamente reconstruido. Esto redujo significativamente la congestión en lo que había sido uno de los puntos negros del tráfico más notorios del país.
La rotonda de la N3 se destaca porque pasan por su centro el Canal Real y la línea ferroviaria Dublín-Sligo.
El límite de velocidad original en la M50 era de 70 mph (112 km/h). El tramo Southern Cross Route entre las salidas J12 y J13 tenía un límite inferior de 60 mph (96 km/h), debido a su trazado más ondulado y sinuoso. En 2005, cuando la República de Irlanda adoptó el sistema métrico para los límites de velocidad, el tramo entre las salidas J3 y J13 fue modificado a 100 km/h, mientras que la sección de la Southeastern Motorway (entre las salidas J13 y J17) pasó a tener un límite de 120 km/h. La sección entre la salida J1 y la J3, que incluye la Airport Motorway y el Túnel del Puerto, tiene un límite de velocidad de 80 km/h debido a la proximidad entre los enlaces y el elevado volumen de tráfico con maniobras de cruce. En el tramo del Túnel del Puerto de la M50 se utiliza tecnología de cámaras de velocidad media.

## Enlaces

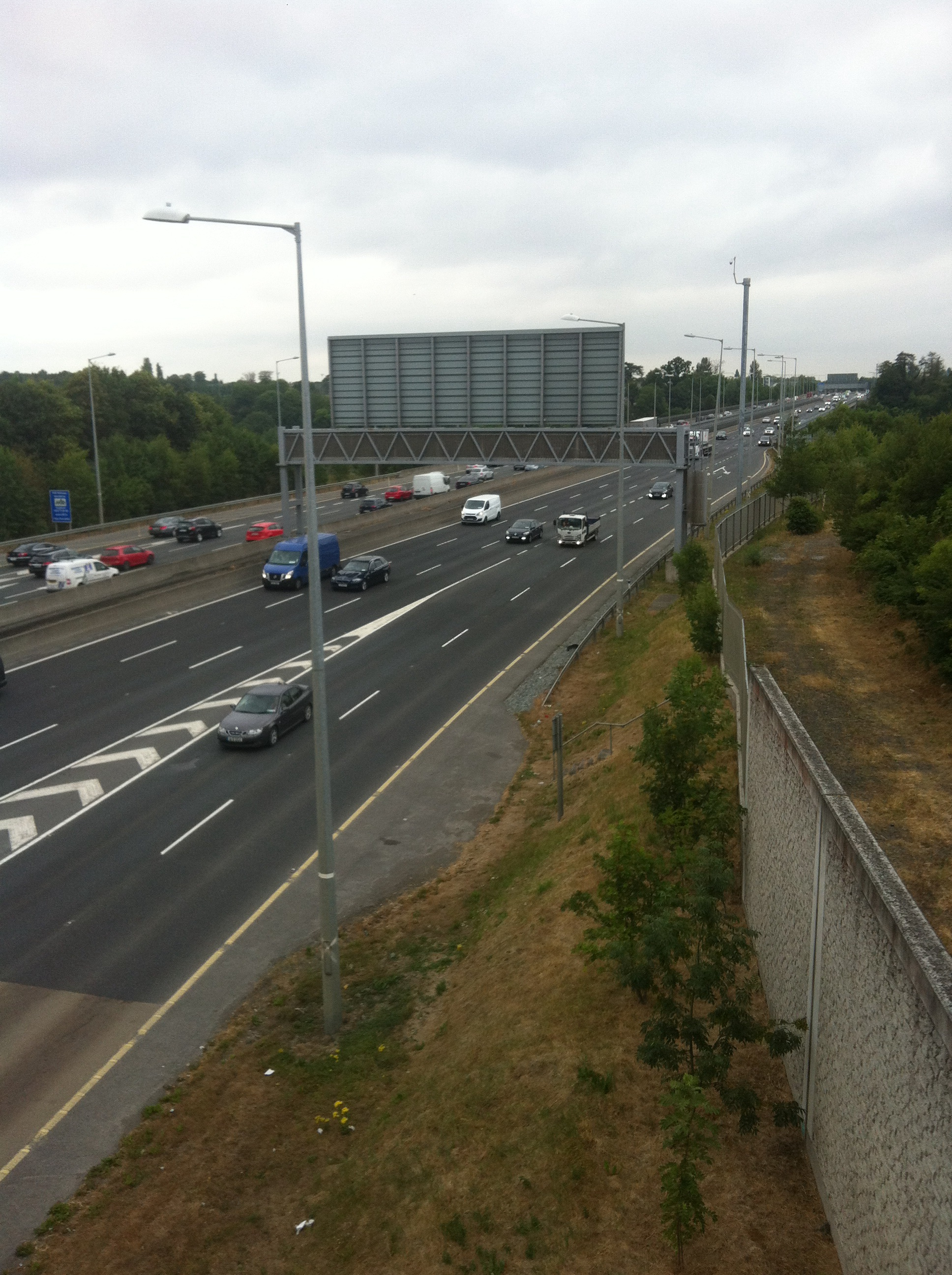
La M50 y el puente West-Link vistos desde Palmerstown.

La sección de la Southeastern Motorway, una ruta radial, fue originalmente concebida como parte de la M11. Esta se desvía del centro de la ciudad y, en su lugar, se une con la N11 en el enlace 17, en dirección sur. La siguiente oportunidad para salir de la autopista es en la salida 5 (Bray Norte) de la M11.

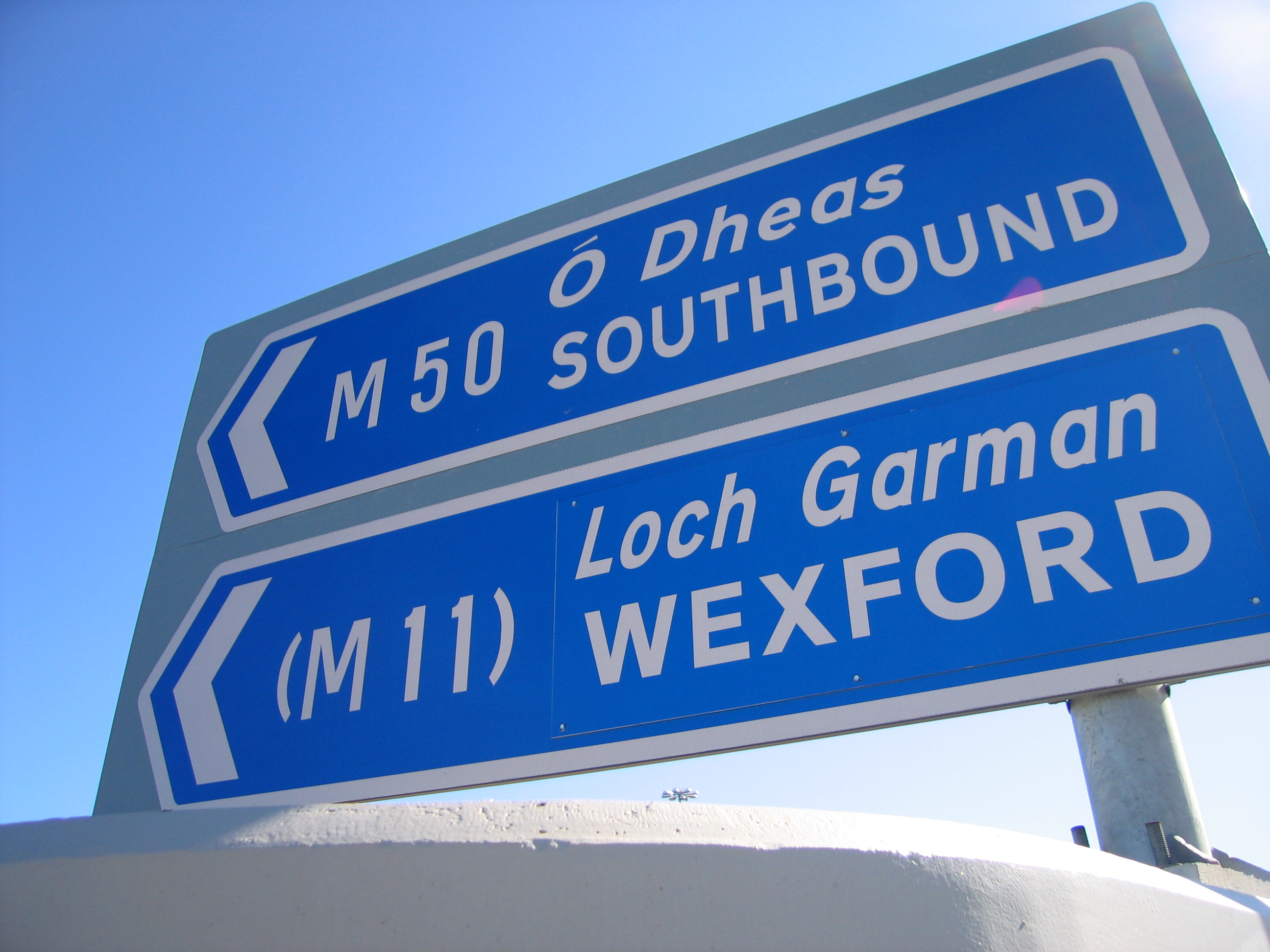
Rampa de acceso de la M50

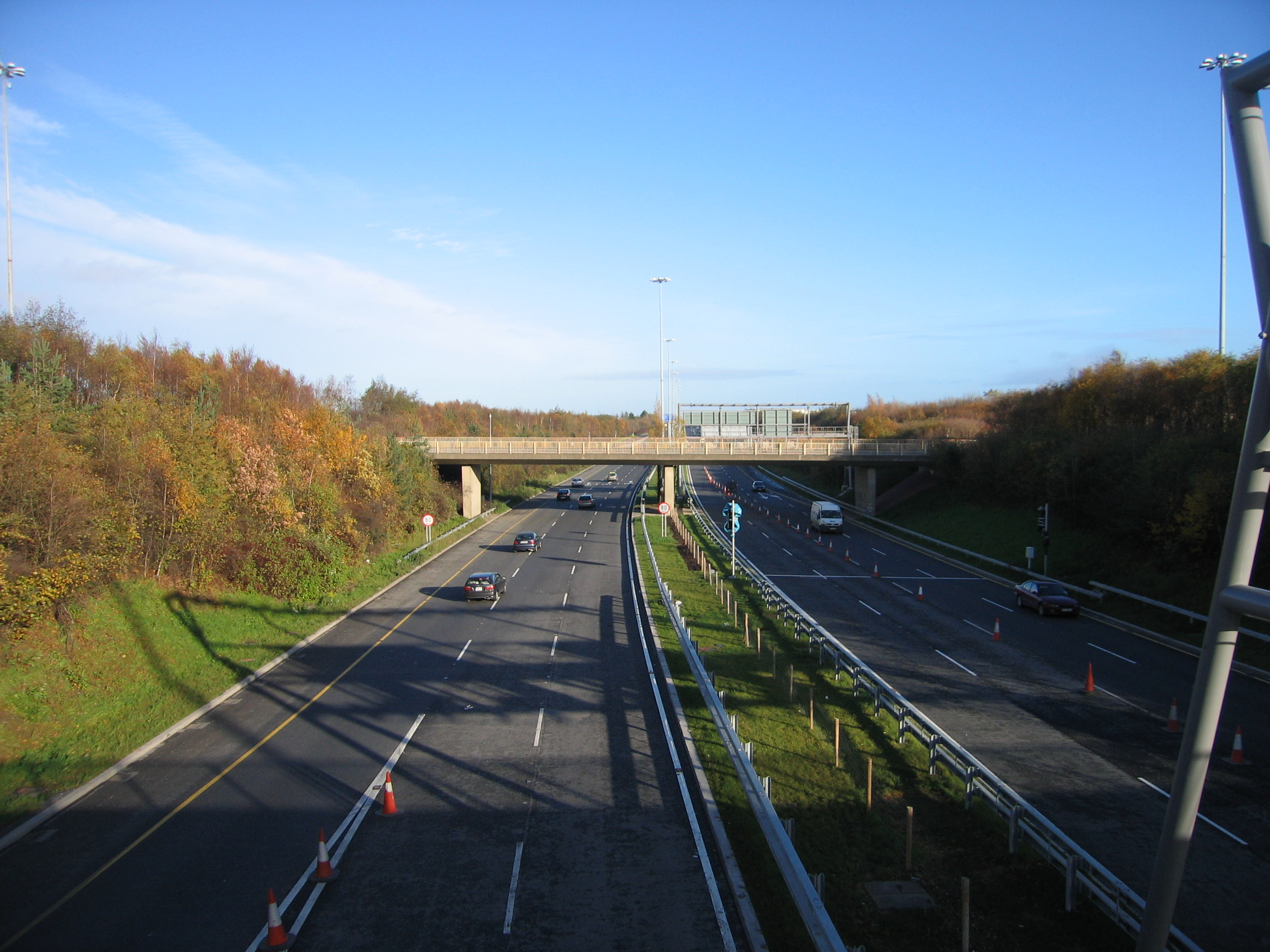
Salidas J1 y J2

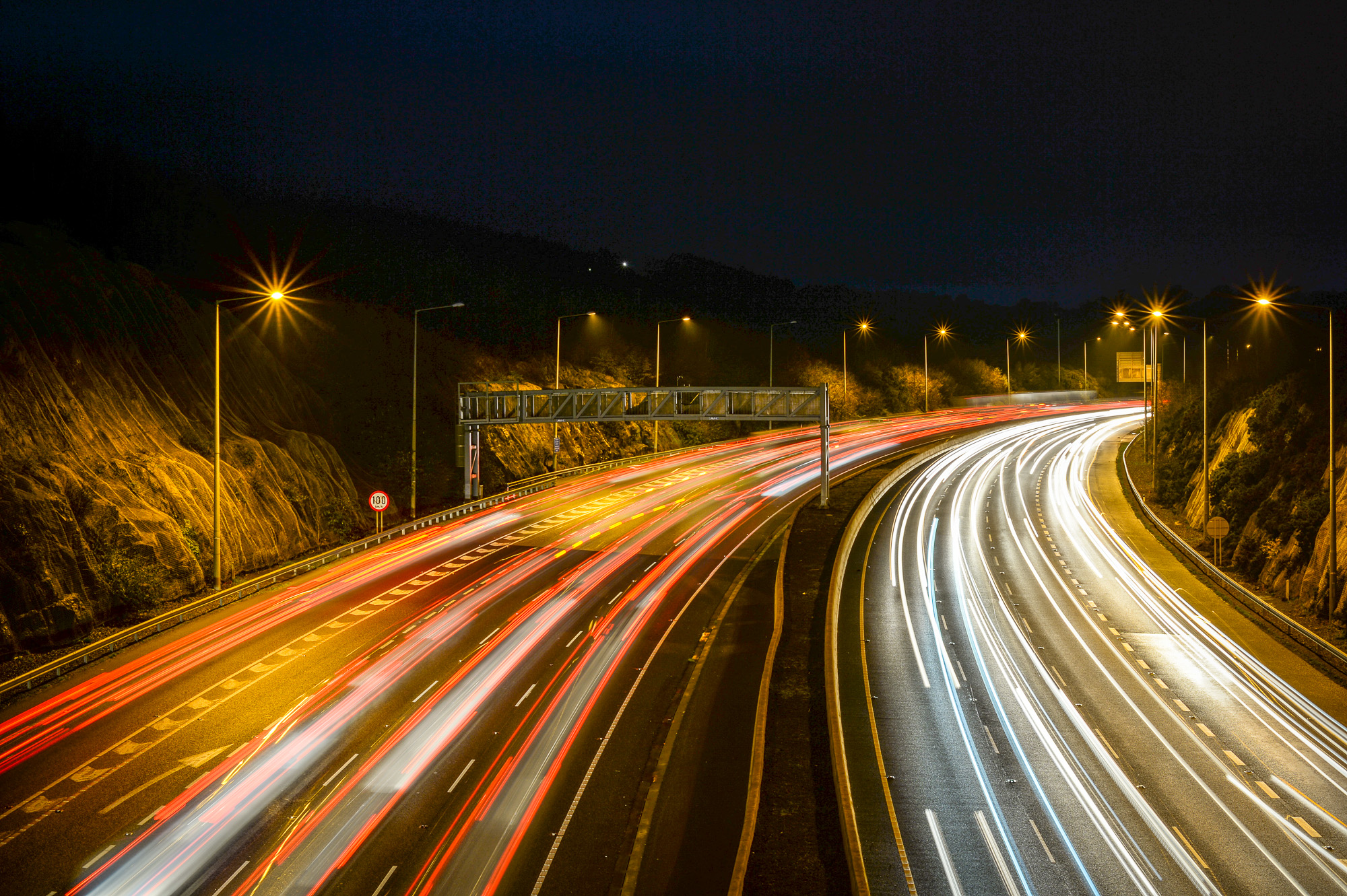
Salida de la M50 en Dundrum durante la hora pico de la tarde.

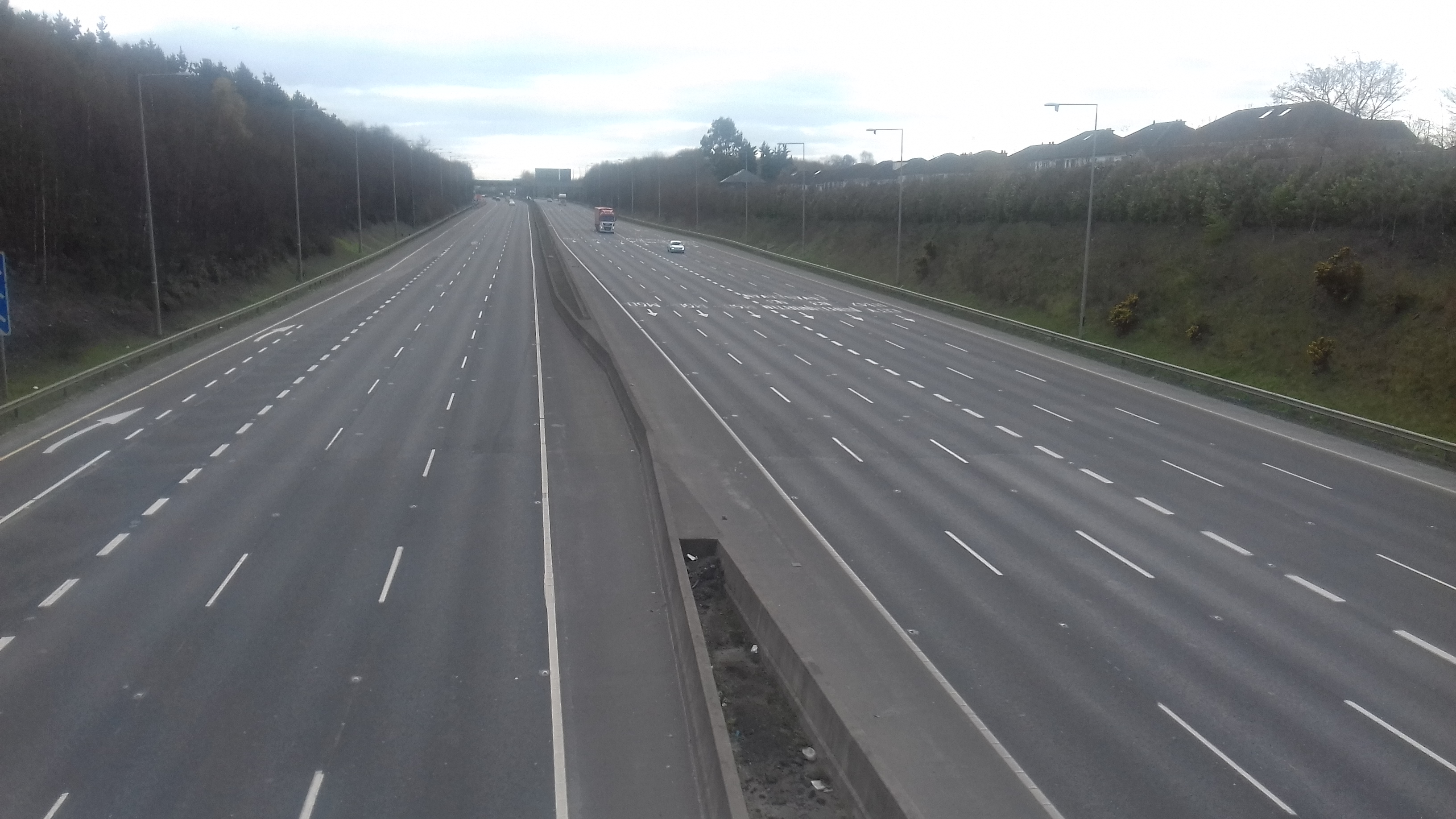
Vista hacia el sur cerca de la salida J6 en Castleknock: menor volumen de tráfico debido al COVID-19

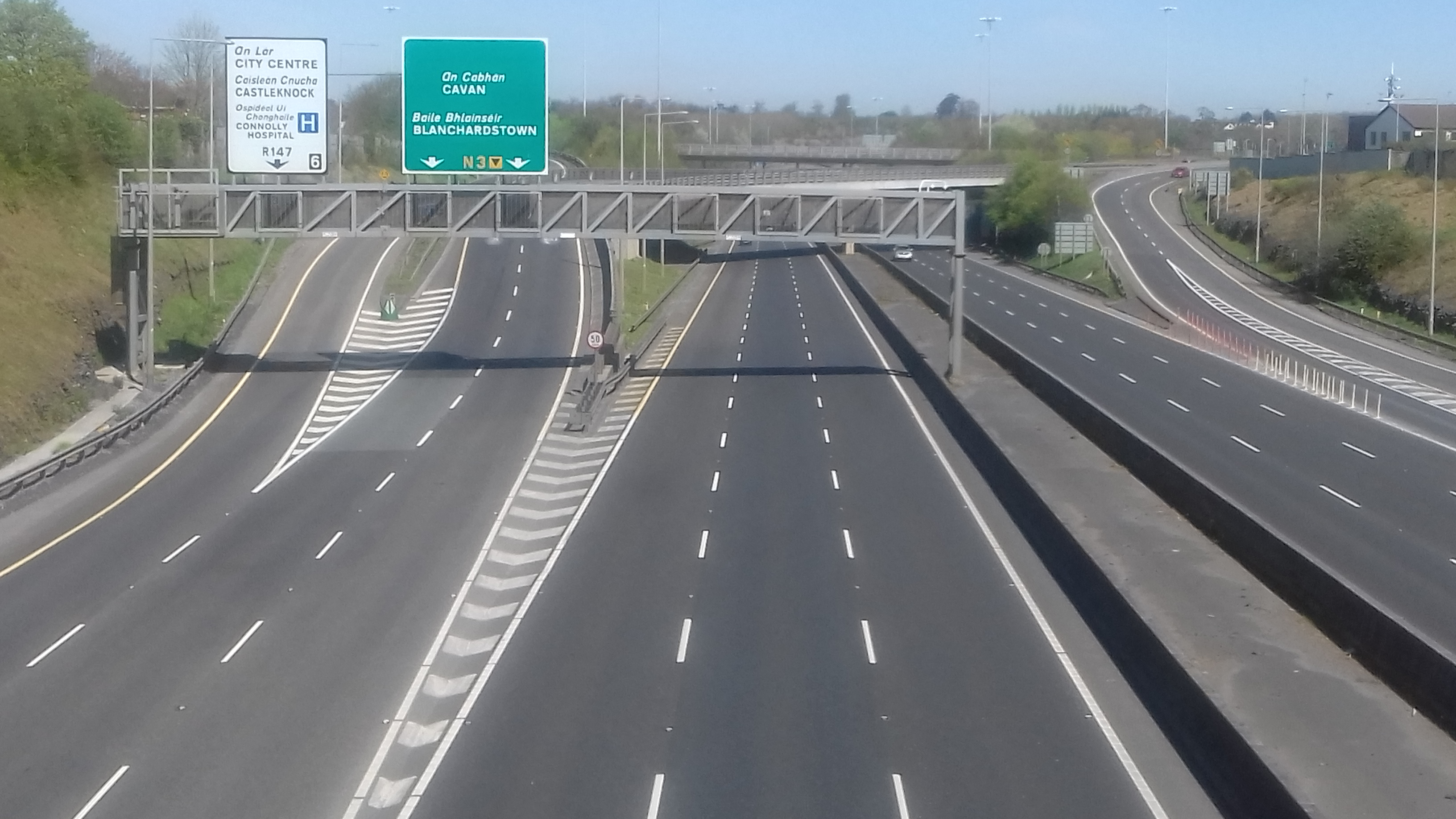
Vista hacia el norte cerca de la salida J6 en Castleknock: menor volumen de tráfico debido al COVID-19.

No existe la salida 8; dicho número se reservó para una posible extensión de la autopista M7 desde Lucan/Clondalkin hasta Naas. Es poco probable que esta extensión se construya, dado que la carretera N7 Naas Road ha sido mejorada a una vía de tres carriles por sentido, con los cruces a nivel convertidos en intercambios a distinto nivel o en cruces de tipo left-in, left-out (LILOs). Sin embargo, el Consejo del Condado del sur de Dublín tiene como objetivo construir un nuevo enlace y utilizarlo para proporcionar acceso local a la zona de Cloverhill, en Palmerstown.[cita requerida]. Esto es muy poco probable que ocurra, ya que la NRA (Autoridad Nacional de Carreteras) ha declarado que se opone a la construcción de nuevos intercambios en la actual M50, ya que se consideran factores que contribuyen a la congestión del tráfico en la ruta y que perjudican su función como autopista..

## Planes futuros

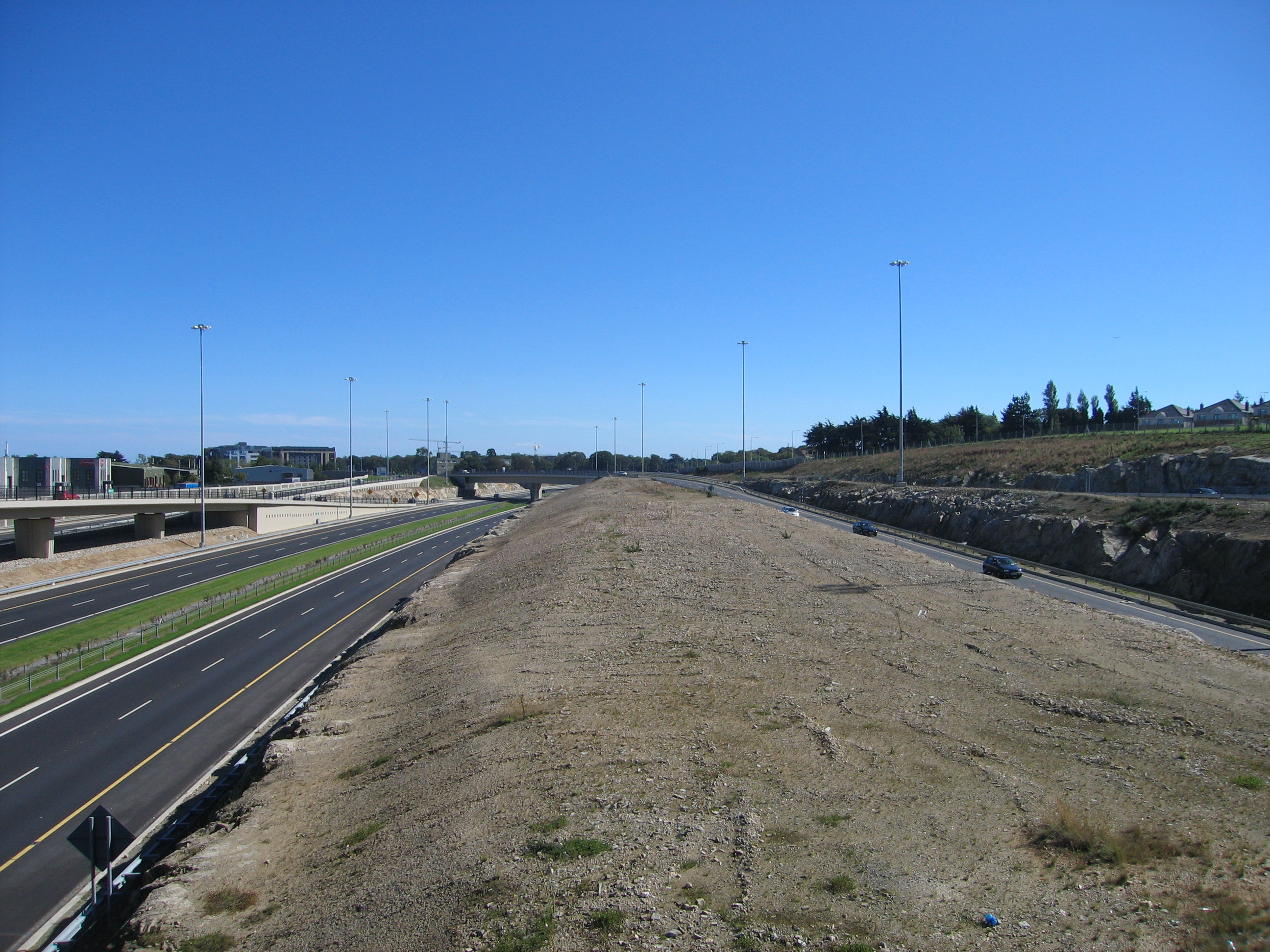
M50 J13/J14 se superponen

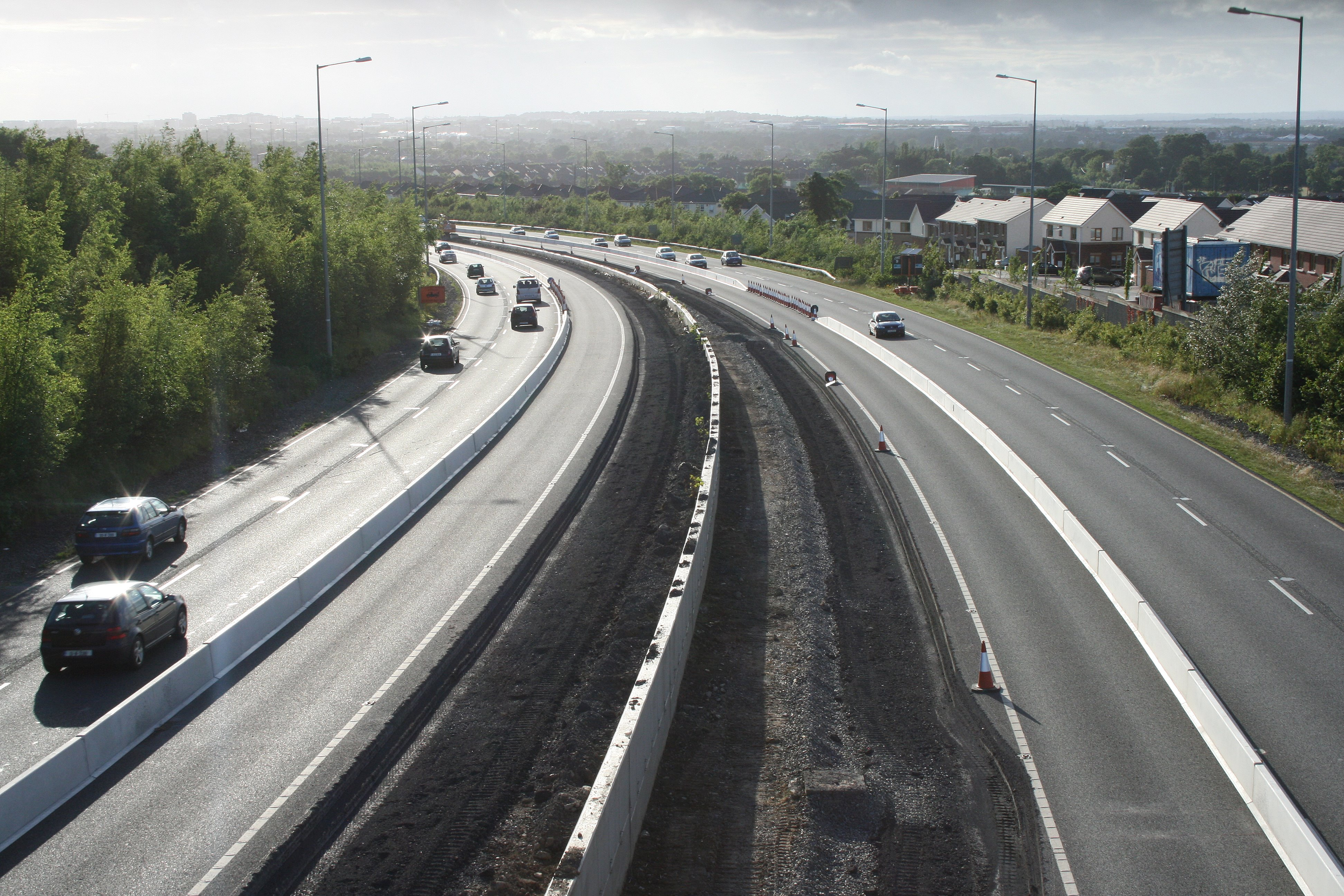
Ampliación de la M50 (sección transversal sur entre J12 y J13), mirando hacia el oeste (dirección norte) en junio de 2008

La finalización de la circunvalación de Dublín mediante la construcción de una carretera de circunvalación oriental de la ciudad ha sido propuesta. Este plan es controvertido, ya que requeriría un túnel que atraviese Sandymount Strand o posiblemente pase por el santuario de aves de los pantanos de Booterstown. Una reserva para la autopista desde Sandyford hasta Booterstown se incluyó en el Plan de Desarrollo de Dún Laoghaire–Rathdown, con espacio previsto para un intercambio donde cruza la N11. El Túnel del Puerto de Dublín, que se inauguró el 20 de diciembre de 2006, habría formado la mitad norte de esta circunvalación oriental. Sin embargo, este proyecto fue cancelado en 2009.
Se ha propuesto otra carretera orbital exterior para la región de Dublín. En caso de aprobarse, el recorrido se extendería aproximadamente desde Drogheda, pasando por Navan, Trim y Kilcock, hasta Naas.